# Clemens Schick
Clemens Schick (ur. 15 lutego 1972 w Tybindze) – niemiecki aktor, działacz polityczny i obrońca praw człowieka. Wystąpił w wiodących rolach filmowych w produkcjach niemieckich i międzynarodowych. Odtwórca roli Kratta, poplecznika złoczyńcy Le Chiffre (Mads Mikkelsen) w Casino Royale (2006).

## Życiorys
Urodził się w Tybindze jako syn nauczycielki i prokuratora. Wychowywał się z czworgiem rodzeństwa. W 1992 ukończył Hölderlin-Gymnasium w Stuttgarcie i podjął studia aktorskie w Akademii Sztuk Scenicznych w Ulm. Ale już po roku opuścił studia, zdecydował się opuścić Niemcy i udał się do Francji, gdzie w wieku 22 lat wstąpił do klasztoru we wspólnocie Taizé. Chciał zostać mnichem i zrobił sobie na lewym ramieniu tatuaż Marii z Jezusem. Po ośmiu miesiącach treningu opuścił klasztor, bo wspólnota nie wierzyła w jego powołanie. Powrócił do Niemiec, gdzie w 1996 ukończył studia aktorskie w Berlińskiej Szkole Teatralnej. Jednocześnie dorabiał jako ogrodnik krajobrazu, bramkarz i kelner w restauracjach i pubach w Berlinie-Mitte i Prenzlauer Berg w Mitte i Prenzlauer Berg.
We wrześniu 2014 w wywiadzie dla magazynu „Gala” ujawnił swoją homoseksualną orientację. W październiku 2014 pojawił się na okładce magazynu „Männer” z napisem „Jestem gejem”. Stwierdził, że nie interesuje go ani „gejowskie” ani „heteroseksualne” etykietki i zakochuje się zarówno w mężczyznach, jak i kobietach, a jedynie umawia się z mężczyznami. W przeszłości miał kilka dziewczyn, w tym niemiecką aktorkę Bibianę Beglau, z którą krótko spotykał się w 2010.
Występował w spektaklach teatralnych, w tym Ryszard III, Kotka na gorącym blaszanym dachu, Don Carlos i Wieczór Trzech Króli.
Był na okładkach magazynów takich jak „Vanity Fair”, „L’Officiel Hommes” i „Interview”. Wystąpił w teledysku do piosenki Fritza Kalkbrennera „In This Game” (2016).

## Filmografia

### Filmy
- 2006: Casino Royale jako Kratt
- 2014: Praia do Futuro jako Konrad
- 2015: Point Break - na fali jako Roach

### Seriale
- 1998: Balko jako Rolf Buderus
- 2006: Tatort: Gebrochene Herzen jako Matthias Hecht
- 2006: Kobra – oddział specjalny odc. Połamać ręce i nogi (Hals- und Beinbruch) jako Klaus Paschmann
- 2021: Tatort: Luna frisst oder stirbt jako Roland Häbler, szef kuchni
- 2024: Lady Love jako Klaus Baron